# ピーター・メイル

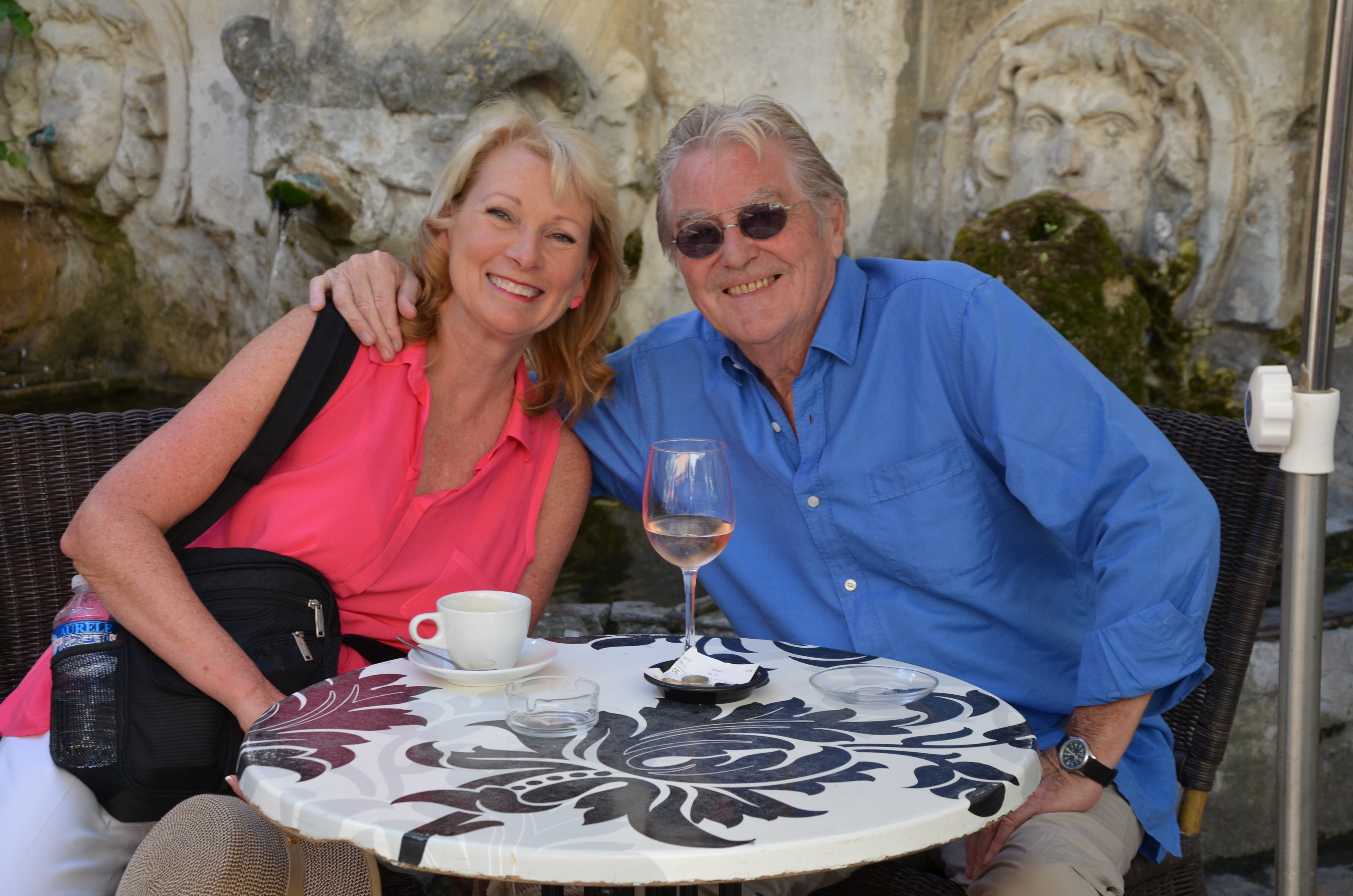
ピーター・メイル（右）

ピーター・メイル（Peter Mayle、1939年6月14日 - 2018年1月18日）は、イギリスの作家で、フランスのプロヴァンス地方に関する著作で有名である 。ブライトン出身。ニューヨークの広告会社に勤めた後、1980年代にプロヴァンス地方に移住。

## 主な著作
おもな著作は次の通り： 
- 『南仏プロヴァンスの12か月』（A Year in Provence、原著：1989年）
- 『南仏プロヴァンスの木陰から』（Toujour Provence、1991年）
- 『南仏プロヴァンスの昼下り』（Encore Provence、1999年）
- 『贅沢の探求』（Expensive Habits）
- 『プロヴァンスの贈り物』（A Good Year、2004年） - 2006年映画化（『プロヴァンスの贈りもの』）。

### 日本語訳
- 『ぼくどこからきたの?』谷川俊太郎訳, アーサー・ロビンス絵 河出書房新社 1974
- 『あかんぼ大作戦』谷川俊太郎, たけむらみちこ訳 河出書房新社 1982
- 『ドードーを知っていますか わすれられた動物たち』ショーン・ライス絵, ポール・ライスとピーター・メイリー文, 斉藤たける訳 福武書店 1982　斉藤健一訳、1995
- 『ふたりのラブ・ブック』アーサー・ロビンス絵, 犬養智子訳 産業図書 1983
- 『なにがはじまるの? 世界一はずかしい質問のいくつかに答える。』谷川俊太郎, たけむらみちこ訳 河出書房新社 1983
  - 『なにがはじまるの? かわりはじめるからだの本。 世界一はずかしい質問のいくつかに答える。 ハンディ版』谷川俊太郎,みむらみちこ訳 河出書房新社 2004
- 『南仏プロヴァンスの12か月』池央耿訳 河出書房新社 1993　のち文庫
- 『南仏プロヴァンスの木陰から』小梨直訳 河出書房新社 1993　のち文庫
- 『贅沢な仕事』近藤純夫訳 扶桑社 1994
- 『贅沢の探求』小梨直訳 河出書房新社 1994　のち文庫
- 『南仏プロヴァンスの風景』マーガレット・ロクストン画 池央耿訳 河出書房新社 1994
- 『ホテル・パスティス』池央耿訳 河出書房新社 1994　のち文庫
- 『南仏プロヴァンス空の旅』ジェイソン・ホークス写真 小梨直訳 河出書房新社 1995
- 『ピーター・メイルのマタニティー・パパ 男のための妊娠・出産がわかる本』栩木泰,山本美佐子,渡辺容子,堀込和代訳 学習研究社 1995
- 『愛犬ボーイの生活と意見』池央耿訳 河出書房新社 1995　のち文庫
- 『南仏のトリュフをめぐる大冒険』池央耿訳 河出書房新社 1997　のち文庫
- 『セザンヌを探せ』池央耿訳 河出書房新社 1998
- 『南仏プロヴァンスの昼下り』池央耿訳 河出書房新社 2000　のち文庫
- 『どうぞ、召しあがれ! フランスの食祭りの旅』池央耿訳 河出書房新社 2002
- 『プロヴァンスの贈りもの』小梨直訳 河出書房新社 2007　同時に文庫
- 『南仏プロヴァンスの２５年 あのころと今』池央耿訳 河出書房新社 2019

### 関連書籍
- 『『南仏プロヴァンスの12か月』20周年オフィシャルアニバーサリーブック』景山正夫撮影,後藤綺子文 ソニー・ミュージックエンタテインメント 2012

## 参照
1. ↑  “Peter Mayle, Who Wrote of ‘A Year in Provence,’ Is Dead at 78” (英語). New York Times
2. 1 2   ピーター・メイル
3. ↑   ピーター・メイルの著作
4. ↑  “「南仏プロヴァンスの12か月」英作家が死去”. 読売新聞. (2018年1月21日) 2018年1月22日閲覧。{{cite news}}:  CS1メンテナンス: 先頭の0を省略したymd形式の日付 (カテゴリ)